# Ihor Chvaïka
Ihor Oleksandrovytch Chvaïka (en ukrainien : Ігор Олександрович Швайка, né le 25 février 1976 à Troyitskoye, Kalmoukie) est un homme politique ukrainien du parti d'extrême droite Svoboda.
Il est ministre de l'Agriculture et de l'Alimentation du Gouvernement Iatseniouk du 27 février 2014 au 12 novembre 2014.